# Ս
La Ս, minuscolo ս, è la ventinovesima lettera dell'alfabeto armeno. Il suo nome è սե, se (armeno: [sɛ]).
Rappresenta la consonante fricativa alveolare sorda [s].

## Codici
- Unicode:
  - Maiuscola Ս : U+054D
  - Minuscola ս : U+057D